# تريفور بلاكويل
تريفور بلاكويل هو مهندس وعالم حاسوب كندي، ولد في 4 نوفمبر 1969 في ساسكاتون في كندا.

## وصلات خارجية
- الموقع الرسمي